# Martz Inura

Fotografia do escritor e poeta Martz Inura, 2019

Martz Inura, pseudónimo de Emídio Ferreira de Aguiar, é um poeta e escritor português, nascido em Carregosa, Oliveira de Azeméis, em 1945, embora tenha residido na maior parte da vida na cidade de São João da Madeira. É um ex-combatente na guerra colonial portuguesa, servindo o Exército Português com oficial desde então, atingindo o posto de tenente-coronel. É também licenciado em sociologia. 
Iniciou actividade literária ainda na guerra colonial, que o marcou e acabaria por influenciar algumas das suas obras, mas a sua primeira publicação surgiu apenas em 2004 na forma de poesia: "Sinfonias Incompletas". Em 2006 publicou, ainda em poesia, a Sinfonia nº 1: Poemas Primiciais, Sinfonia nº 2, Do Mais Puro Amor, Sinfonia nº 3: Um Cântico a Portugal, Sinfonia nº 4: Exortação ao Homem, Sinfonia nº 5: Um Hino à Natureza e Sinfonia nº 6: Palavras Maravilhadas. Ainda nesse ano, publicou o seu primeiro romance, Um Sonho Secular. Em 2008, publicou o seu segundo romance, Viagem ao Fim do Império, centrado na realidade político-militar do final do império português no enclave de Cabinda, e venceu o Prémio Literário João da Silva Correia promovido pela Câmara Municipal de São João da Madeira, tendo sido elogiado pela sua "escrita elegante e fluída de cativante leitura, não só pela economia e ritmo do discurso mas ainda por transparecer a verdade de um testemunho vivido em tempo e lugar de que urge falar, se queremos compreender este Portugal recente: a guerra colonial em Angola". Dois anos depois, publicou o romance futurista Esperancidade, centrado no fim da civilização humana. 
A sua actividade literária diversificou nos anos seguintes, como resultado de trabalhos de investigação profundos sobre alguns temas da realidade portuguesa. Como resultado, publicou em 2013, Uma História de Lisboa, apresentado na Feira do Livro de Lisboa, onde condensa num romance uma investigação exaustiva sobre a história da cidade de Lisboa, desde a época românica ao presente e, em 2015, À Sombra de Herculano, no qual somos presenteados com uma entrevista imaginária ao próprio escritor Alexandre Herculano.  
Mais recentemente, em 2019, publica, sem pseudónimo, Os Combatentes de Carregosa e, em 2020, Uma Traição Portuguesa, onde se pode percorrer de forma resumida a evolução dos costumes e pensamento da interioridade de Portugal ao longo de várias gerações no século XX. 